# Lohmühle (Kolitzheim)
Lohmühle ist ein Gemeindeteil der Gemeinde Kolitzheim im unterfränkischen Landkreis Schweinfurt in Bayern. Die Einöde liegt in der Gemarkung Zeilitzheim.

## Geographische Lage
Die Mühle liegt an der Volkach im Süden des Kolitzheimer Gemeindegebietes. 800 m nördlich befindet sich Zeilitzheim, während im Südosten mit dem Volkacher Ortsteil Krautheim der Landkreis Kitzingen beginnt. Im Süden liegt Obervolkach. Der Südwesten wird von der Stettenmühle eingenommen, die heute zu Obervolkach gehört. Im Westen liegt Gaibach.
Nächstgelegene, größere Städte sind Volkach, mit einer Entfernung von etwa 4 Kilometern, sowie Gerolzhofen, welches ungefähr 6 Kilometer entfernt ist.

## Geschichte
Die Lohmühle wurde im Jahr 1776 vom Zeilitzheimer Rotgerber Andreas Krönlein erbaut. Sie hatte ein unterschlächtiges Wasserrad von 5 m Durchmesser. Zuvor hatte Krönlein beim Domänenamt der Grafen von Schönborn die Wasserrechte für diesen Teil der Volkach erworben, ebenso sicherte er sich für zehn Reichstaler die Mahlkonzession. Die Mühle erhielt einen eigenen Mühlbach, der von der Volkach abgezweigt wurde. Zunächst blieb sie ein Lehen der Grafen von Schönborn.
Die Mühle wurde genutzt, um die gesägten Eichen zu zerkleinern, im Nebengebäude wurden die so gewonnenen Rindenschnitzel dann getrocknet. Die Zeilitzheimer Gerber nutzten diese für das Befeuern der sogenannten Lohgruben. Im Jahr 1874 löste der Müller Friedrich Krönlein das Lehen beim Domänenamt ab und war fortan Besitzer seiner Mühle. In den Jahren 1886 und 1910 veränderte man die Gebäude, ehe mangelnde Rentabilität 1927 dem Mühlenbetrieb ein Ende bereitete. Heute wird das Anwesen als Wohnhaus genutzt.